# Maritcha Remond Lyons
Maritcha Remond Lyons (New York, 23 giugno 1848 – Brooklyn, 28 gennaio 1929) è stata una docente, oratrice, attivista, leader nel sociale e suffragetta statunitense di New York e Brooklyn. Insegnò nelle scuole pubbliche di Brooklyn per 48 anni e fu la seconda donna nera a prestare servizio nel loro sistema come assistente del preside. Nel 1892 co-fondò la Women's Loyal Union of New York and Brooklyn, una delle prime organizzazioni per i diritti delle donne e la giustizia razziale negli Stati Uniti. Uno dei risultati della Women's Loyal Union fu quello di contribuire a finanziare la stampa di un importante pamphlet contro il linciaggio, il Southern Horrors: Lynch Laws in All Its Phases di Ida B. Wells.

## Primi anni di vita
La Lyons nacque al 144 di Centre Street di New York, terza di cinque figli di Albro Lyons Sr. e Mary Joseph Lyons (nata Marshall). Suo padre si era diplomato alla prima African Free School di Manhattan, New York. La famiglia Lyons viveva nella comunità nera libera di New York ed era parte attiva della Free African Church of St. Philip a Five Points. I genitori della Lyons gestivano una casa di riposo per marinai e un negozio di accessori per marinai che serviva anche come copertura per le attività della famiglia nella Underground Railroad. Sebbene fosse sempre malata da bambina, Maritcha era desiderosa di ottenere un'istruzione. Scrisse di sé che aveva sviluppato un “amore per lo studio per amore dello studio”. Maritcha frequentò la Colored School No. 6 di Manhattan, sotto la direzione di Charles Reason, un ex educatore dell'Institute for Colored Youth di Filadelfia.
La casa dei Lyons in Vandewater Street fu attaccata più volte durante i disordini di New York del luglio 1863. All'epoca la Lyons era un'adolescente. Fuggì con la famiglia a Salem, nel Massachusetts, per un breve periodo prima di tornare a Brooklyn. In considerazione dei continui pericoli, i suoi genitori vennero inviati a Providence, nel Rhode Island.
Nel 1865 alla Lyons fu negato l'accesso alla scuola superiore di Providence perché era afroamericana. Lo Stato non aveva scuole superiori per i bambini neri. La famiglia citò con successo lo Stato del Rhode Island in una campagna per porre fine alle scuole segregate. All'età di 16 anni testimoniò davanti alla commissione statale, "implorando l'apertura della strada delle opportunità". In seguito divenne la prima studentessa afroamericana a diplomarsi alla Providence High School.

## Carriera

### Insegnamento
Dopo il diploma tornò a New York per accettare un posto di insegnante alla Colored School No. 1 di Brooklyn, la prima scuola libera per afroamericani nel quartiere di Fort Greene. La Colored School No. 1 fu la prima scuola per afroamericani di Brooklyn, aperta nell'attuale sito delle Walt Whitman Houses, uno dei più grandi progetti abitativi di New York. La carriera di insegnante della Lyons durò quasi 50 anni. Si dedicò all'istruzione elementare e alla fine della sua carriera fu assistente del preside della Public School No. 83, la prima scuola completamente integrata di Brooklyn.
Fu una nota conferenziera e oratrice. Una volta vinse un dibattito contro Ida B. Wells alla Brooklyn Literary Union e la Wells le attribuì il merito di averle insegnato a diventare una migliore oratrice.

### Attivismo
Il 5 ottobre 1892 la Lyons e l'educatrice e attivista Victoria Earle Matthews organizzarono una cena di testimonianza al Lyric Hall di New York per Ida B. Wells e la sua campagna contro il linciaggio. Continuarono a lavorare su questo tema, fondando la Women's Loyal Union of New York and Brooklyn nel febbraio 1892.
La Lyons si batté per il diritto di voto delle donne come membro della Colored Women's Equal Suffrage League di Brooklyn.

### Memorie, scritti e libri
Le memorie e le fotografie della Lyons e della sua famiglia sono conservate negli Harry A. Williamson Papers dello Schomburg Center for Research in Black Culture della New York Public Library. Le sue memorie non furono mai pubblicate, ma includono un resoconto mozzafiato del saccheggio e dell'incendio della casa della sua famiglia da parte di una folla durante i disordini di New York del 1863. Questi disordini furono così devastanti per i quartieri neri di Manhattan che molti afroamericani lasciarono definitivamente la città, alcuni trasferendosi a Brooklyn per sicurezza. L'articolo descrive anche come la Lyons abbia scritto del coinvolgimento della sua famiglia nell'assistenza agli schiavi in fuga nell'ambito della Underground Railroad nel suo libro di memorie, Memories of Yesterdays: All of Which I Saw and Part of Which I Was (1928).
Sulla figura della Lyons è stato scritto un libro per giovani adulti, Maritcha: A Remarkable Nineteenth-Century Girl, basato sulle sue memorie e sui suoi scritti.
Oltre alle sue memorie contribuì con otto racconti biografici a Homespun Heroines and Other Women of Distinction di Hallie Quinn Brown (1926), tra cui quelli di Sarah H. Fayerweather (1802-1868) e Agnes J. Adams (1885-1923).

## Vita privata
La Lyons ha vissuto a Brooklyn, con il fratello e la sua famiglia, fino alla morte.

## Albero genealogico
Tra i membri della famiglia si annoverano:
Si noti che la maiuscola dei cognomi è tipicamente utilizzata negli alberi genealogici.
George LYONS Sr.
- Albro LYONS Sr. Sposato con Mary Joseph MARSHALL.
  - Maritcha Remond LYONS. Nata: 23 maggio 1848, New York. Morta: 2 gennaio 1929, Brooklyn
  - Albro LYONS Jr.
  - Mary Elizabeth "Pauline" LYONS. Sposata con William Edward WILLIAMSON.
    - Henry "Harry" Albro WILLIAMSON. Nato: 25 ottobre 1875, a Plainfield. Sposato: 1901. Sposato con Laura Julia MOULTON. Divorziato. Sposato: 1920.
    - Sposato con Blanche C. ATKINS (Morta: 1960). Morto: 3 gennaio 1965.

## Altro
- La Lyons Community School nel quartiere Bedford-Stuyvesant di Brooklyn, New York, è stata intitolata alla Lyons.[7] Anche il parco di Maritcha R. Lyons, nel quartiere di DUMBO, è stato intitolato a lei.[24]

## Opere o pubblicazioni
- (EN) Bolden, Tonya, Maritcha: A Remarkable Nineteenth-Century Girl, New York, Harry N. Abrams, 2004, ISBN 978-0-810-95045-0, OCLC 163592738.
- (EN) Williamson, Harry A., Henry Albro Williamson Collection, New York, New York Public Library, Schomburg Center for Research in Black Culture, 1970, OCLC 437118355.
  - (EN) Henry Albro Williamson Collection Finding Aid (PDF), su archives.nypl.org.
«Include il libro di memorie inedite della Lyons: Memories of Yesterdays: All of Which I Saw and Part of Which I Was, 1928»
- (EN) "Sarah H. Fayerweather", "Agnes J. Adams", ed altri 6, Lyons, Maritcha R., in Homespun Heroines and Other Women of Distinction, Chapel Hill, Academic Affairs Library, University of North Carolina at Chapel Hill, 2000, ISBN 978-0-195-05237-4, OCLC 45351693.